# Lev Šestakov
Lev L'vovič Šestakov (in russo Лев Львович Шестаков?; Avdeevka, 28 dicembre 1915 – Davydkivci, 13 marzo 1944) è stato un aviatore sovietico e asso dell'aviazione con numerosi abbattimenti accreditategli; per tali meriti è stato insignito del titolo di eroe dell'Unione Sovietica, due volte dell'Ordine della Bandiera rossa, due volte dell'Ordine di Lenin. Morì in circostanze misteriose durante un duello aereo, probabilmente scontrandosi in volo col velivolo avversario.

## Biografia

### L'ultima missione
Dall'8 gennaio 1944 il 19º Reggimmento aereo caccia comandato da Šestakov, come parte della 2ª Armata aerea del 1º Fronte ucraino, prese parte alla liberazione della riva destra ucraina svolgendo principalmente missioni di combattimento di “caccia libera”.
Il 13 marzo 1944, nell'ambito dell'offensiva Proskurov-Černivci (parte della più ampia Dnepr-Carpazi), Šestakov decollò dall'aeroporto di Žurbincy col suo La-5FN, portando in volo Aleksej Bokov come gregario e un totale di 6 aerei per una missione di caccia, ma scomparve misteriosamente tra le nubi durante un duello aereo, non facendo più ritorno alla base.
Molti anni dopo la guerra, il collega pilota e asso sovietico Vladimir Lavrinenkov scrisse un libro di memorie su Šestakov intitolandolo col nominativo radio adottato da questi, ossia: Sokol-1 (“Falco-1”). Secondo il libro di Lavrinenkov, Šestakov combatteva una sorta di guerra privata contro un noto asso e comandante di stormo di Ju-87 Stuka, tale Kurt Renner, sua veccia conoscenza dalla guerra di Spagna e delle battaglie di Odessa e di Stalingrado.
Stando a questa versione, quel giorno Šestakov volendo insegnare al suo giovane gregario i rudimenti del mestiere, abbatté uno Ju-87 e successivamente ne attaccò un secondo sparandogli a distanza ravvicinata. Lo Stuka esplose e l'aereo di Šestakov fu distrutto dopo essere stato investito dall'onda d'urto dell'esplosione della sua preda. Šestakov abbandonò l'aereo, ma il suo paracadute non si aprì in tempo. Il suo corpo fu ritrovato solo a maggio allo sciogliersi della neve.
Non esistendo nessun Kurt Renner con quell’incarico nella Luftwaffe, cercando la verità sulla morte di Šestakov si è quindi ipotizzato all'asso tedesco di Ju-87 Stuka Hans-Ulrich Rudel. Tuttavia, Rudel nel suo libro di memorie, scrisse di un evento simile, ma collocandolo però temporalmente nell'estate del '44 sull'ansa del Dnestr, tra Coșnița e Grigoriopol, senza però citare espressamente la data: 
 «Gadermann l'ha abbattuto con la sua mitragliatrice o è caduto perché i longheroni si sono rotti sotto la pressione di quelle virate ad alta velocità? Non mi potrebbe interessare di meno. Nelle mie cuffie sento un potente grido dei russi, una babele di voci. Hanno visto cosa è successo e sembra essere stato qualcosa di fuori dall'ordinario. […] Un messaggio radio raccolto ieri sera ha ricordato che il pilota del caccia era un asso sovietico abbastanza famoso, più volte nominato Eroe dell'U.R.S.S. Era un bravo pilota, questo glielo devo riconoscere.»
Non coincidendo i racconti con le date, né coi nominativi, quella della “guerra privata” tra assi sembrerebbe quindi essere soltanto una bella leggenda.
Un'altra ipotesi, ritenuta più verosimile, è quella di una collisione in volo sopra Olešin (non lontano da Davydkivci) il 13 marzo 1944, avvenuta durante un combattimento aereo con il Bf-109 G-6 (9 giallo; Werknummer 20162) dell'Oberfeldwebel Hans Dammers, asso tedesco pluridecorato e con 113 abbattimenti accreditati, pilota nella 9. Staffel del Jagdgeschwader 52, deceduto in ospedale a Stanislav (odierna Ivano-Frankivs'k) qualche giorno più tardi, il 17 marzo 1944, a causa delle ferite riportate e promosso postumo al grado di Leutnant (sottotenente).